# Mars napada!
Mars napada! (v izvirniku angleško Mars Attacks!) je znanstvenofantastični film z elementi črne komedije režiserja Tima Burtona, ki je bil posnet leta 1996 v studiu Warner Bros.
Po zgodbi in načinu podajanja le-te je parodija znanstvenofantastičnih filmov B-produkcije iz sredine 20. stoletja, a je visokoproračunski, z zvezdniško zasedbo in obilno uporabo računalniško ustvarjenih posebnih učinkov. Zgodba in ekstravaganten videz sledita istoimenski igri s kartami iz leta 1962.

## Zgodba
Film se začne s pristankom marsovskega vesoljskega plovila v puščavi v Nevadi. Sčasoma navežejo stik z voditelji Združenih držav, ki domnevajo, da so kot tehnološko napredna rasa Marsovci miroljubni in nameravajo pridobiti podporo javnosti s tem, da poskušajo vzpostaviti prijateljski stik z njimi. Izkaže se, da so Marsovci vse prej kot miroljubno razpoloženi in da vzdržujejo tak videz samo zato, da bi laže pokončali ljudi.
Med filmom pobijejo večino glavnih likov ter delajo bizarne poskuse na ostalih, poleg tega pa z užitkom uničujejo najznamenitejše sodobne spomenike - izklešejo svoje obraze v Mt. Rushmore, prevrnejo Washingtonski spomenik na skupino skavtov, stopijo Eifflov stolp, Tadž Mahal in Big Ben ipd. Pred njihovim žarkovnim orožjem, ki dezintegrira ljudi, da ostanejo samo zeleno ali rdeče svetleča okostja, ni varen nihče.
Poskusi obrambe z orožjem (tudi jedrskim) so neuspešni, med drugim zaradi tega, ker se glavni liki ne morejo sporazumeti, ali so Marsovci v osnovi miroljubni ali ne. Na koncu jih človeštvo premaga na podobno banalen način kot Marsovce iz filma Vojna svetov. Ugotovijo namreč, da je najučinkovitejše orožje proti njim zvok jodlanja, ki povzroči, da jim eksplodirajo glave.

## Odziv
Odziv pri filmskih kritikih je bil mešan, prav tako pri ameriškem občinstvu. Uspešnejši je bil v Evropi. Skupno je prinesel okoli 100 milijonov dolarjev prihodkov, kar ga ob proračunu 70 milijonov dolarjev uvršča med finančno zmerno uspešne filme.
Primerjajo ga s filmom Dan neodvisnosti, ki je izšel istega leta in vsebuje več podobnih prizorov, le z nekoliko resnejšim tonom.